# Expo 1982
L'Esposizione specializzata 1982 si svolse a Knoxville, Stati Uniti d'America, dal 1º maggio al 31 ottobre con il tema L'energia fa girare il mondo.
Dopo il successo della Expo 1974 celebrata nella piccola città di Spokane, Knoxville decise di organizzare un'esposizione centrata sul tema dell'energia che tra la fine degli anni settanta e gli inizi degli anni ottanta era un argomento di particolare attualità.
Il sito scelto per la manifestazione era un deposito ferroviario abbandonato adiacente al centro cittadino e all'Università della città.

## Sito
Il simbolo dell'esposizione di Knoxville fu certamente la Sunsphere (sfera del sole), una torre alta 95 metri con all'estremità una grande sfera metallica color bronzo che simboleggiava il sole, fonte d'energia per antonomasia per il pianeta Terra. All'interno della sfera era presente un ristorante da cui era possibile avere un'ampia visuale su tutta l'area occupata dalla Expo e sulla città.

## Partecipanti
All'esposizione internazionale del 1982 parteciparono 22 Paesi e una serie di aziende quali Federal Express, Tenneco, ecc.
| Paesi partecipanti | Paesi partecipanti | Paesi partecipanti | Paesi partecipanti |
| Asia               | Asia               | Asia               | Asia               |
| ------------------ | ------------------ | ------------------ | ------------------ |
| Arabia Saudita     | Cina               | Corea del Sud      | Filippine          |
| Giappone           |                    |                    |                    |
| Africa             |                    |                    |                    |
| Egitto             |                    |                    |                    |
| Europa             |                    |                    |                    |
| Belgio             | Danimarca          | Francia            | Germania Ovest     |
| Grecia             | Italia             | Irlanda            | Lussemburgo        |
| Paesi Bassi        | Regno Unito        | Ungheria           |                    |
| Americhe           |                    |                    |                    |
| Canada             | Messico            | Panama             | Perù               |
| Stati Uniti        |                    |                    |                    |
| Oceania            |                    |                    |                    |
| Australia          |                    |                    |                    |

Esposero in padiglioni propri anche gli Stati di:
| - Carolina del Nord - Kentucky | - Tennessee - Virginia Occidentale |

### Padiglioni nazionali
Alla Expo 1982 venne presentato un padiglione della Comunità Economica Europea che fungeva da padiglione collettivo per Grecia, Belgio, Irlanda, Paesi Bassi, Danimarca e Lussemburgo.
Il padiglione degli Stati Uniti d'America presentava una struttura angolare ed era ricoperto di pannelli solari per generare quasi la totalità dell'energia necessaria al funzionamento del padiglione.

## Dopo la Expo

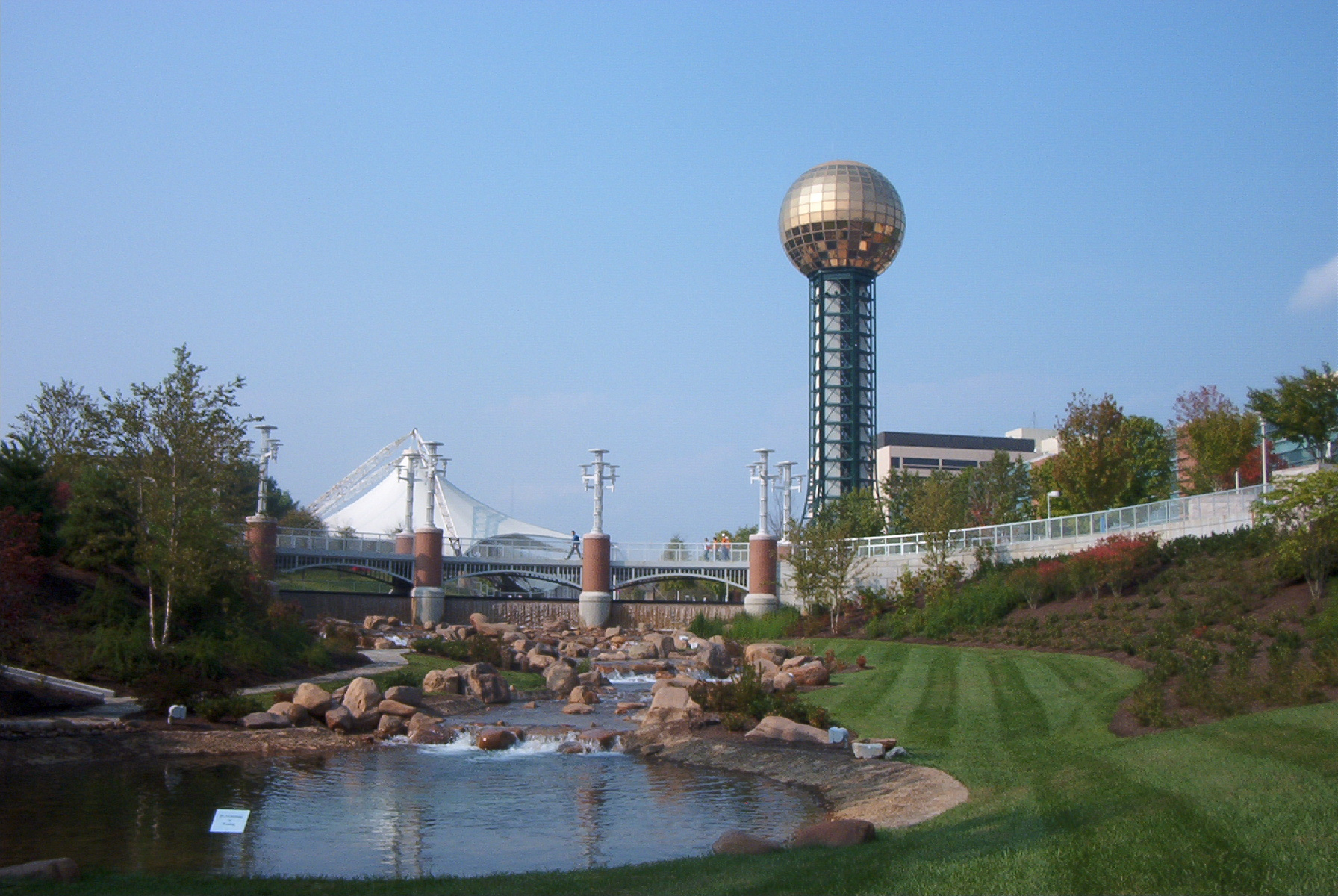
La sunsphere

La maggior parte delle strutture della Expo 1982 sono state smantellate e l'area che fu dedicata alla manifestazione è ora un grande parco pubblico.
Tuttora è possibile vedere la sunsphere che è diventata il simbolo non ufficiale della città. La struttura è rimasta lungamente inutilizzata e chiusa al pubblico ma nel 2007 per il 25º anniversario dell'esposizione è stata riaperta. Vi sono presenti ora un caffè, un open space utilizzato per funzioni varie, uffici e un punto di osservazione.